# Antal Melis
Antal Melis, madžarski veslač, * 12. maj 1946, Budimpešta.
Melis je za Madžarsko nastopil na Poletnih olimpijskih igrah 1968 v Mexico Cityju in na Poletnih olimpijskih igrah 1972 v Münchnu.
Na igrah leta 1968 je bil član madžarskega četverca brez krmarja, ki je osvojil srebrno medaljo. Leta 1972 je spet veslal v četvercu brez krmarja, ki pa je bil takrat v repasažu izločen iz nadaljnjega tekmovanja.